# 威林伯勒镇 (新泽西州)
威林伯勒镇（Willingboro Township）是美国新泽西州伯灵顿县的一个镇。2010年人口31,629人 。
1950、60年代，莱维特公司购买土地，按莱维特模式规划开发了新泽西的莱维顿（1958-1963年使用此名）。。